# ماتي كوكسيس
ماتي كوكسيس هو قانوني وسياسي مجري، ولد في 6 مايو 1981 في بودابست في المجر. نشط حزبياً في فيدس – الاتحاد المدني المجري (2006 – 2006) (1998 – 1998). وقد انتخب mayor of a place in Hungary ‏ Józsefváros ‏ (22 نوفمبر 2009 – 17 أبريل 2018) وانتخب عضو الجمعية الوطنية المجرية ‏ عن دائرة Budapest 6th constituency ‏ وقد انضم خلال فترته النيابية ‏ للكتلة البرلمانية فيدس – الاتحاد المدني المجري.